# 異世界酒場のセクステット
『異世界酒場のセクステット』（いせかいさかばのセクステット）は、qureateが2020年から2021年に開発・発売した全3作のコンピュータゲームのシリーズ。メーカー発表におけるゲームジャンルは「恋愛アドベンチャーゲーム」とされている。プラットホームはNintendo SwitchおよびSteam。
2023年10月時点のシリーズ累計ダウンロード件数は30万。

## 概要
登場する女性キャラクター（ヒロイン）たちには音声が充てられており、E-moteエンジンを活用しキャラクターの立ち絵は表情やポーズなどがアニメーションする。

## シリーズ概要
| 各話タイトル            | Switch版発売日 | Steam発売日    |
| ----------------------- | -------------- | -------------- |
| Vol.1 New World Days    | 2020年11月5日  | 2020年12月15日 |
| Vol.2 Adventurer's Days | 2021年1月14日  | 2021年2月19日  |
| Vol.3 Postlude Days     | 2021年3月18日  | 2021年5月14日  |

- 企画原案/プロデューサー - 臼田裕次郎[2]
- キャラクターデザイン - 乾和音[2]

## あらすじ
秋葉原のメイド喫茶で働く主人公は、閉店作業を終えて帰ろうとした際に異世界へと転移してしまう。スライムに襲われそうになり、コンピュータRPGの知識で雑魚と判断して戦うものの、まるで歯が立たない。通りすがりの少女・ルピナスに助けられ、ルピナスが店主を勤める「ストレイシープの酒場」に調理担当として住み込むことになる。
街の貴族が、ルピナスの父親が残した借金をカタに店を買い上げようとする（実際の目的は店ではなく、ルピナス自身）のに主人公は反発し、秋祭りの露店の売り上げで借金を返済しようとする。（以上、Vol.1）

## 登場人物
声は、Switch版/Steam版の記載。
主人公
秋葉原のメイド喫茶で調理、清掃などの裏方を行っていた。店のオーナーの意向で、料理には冷凍食品は用いないため、特に学んだわけではないが、料理や菓子作りは行える。
ルピナス
声 - のはらゆうか/みたかりん
「ストレイシープの酒場」のオーナー。亡くなった先代店主の1人娘であり、店の手伝い（仕入れた食材の運搬など）を行っていたため、その腕力はそこらの冒険者よりも上。ちょっかいを出してきた客に（本人としては）軽く平手打ちをして、その相手が数メートル吹っ飛んだなどの逸話もあり、「ストレーシープの酒場の姐さんには手を出すな」というのが暗黙の了解になっている。Vol.2では酔いつぶれたダリアとベロニカを1人で抱えて屋根裏部屋に運ぶこともした。
料理の腕は壊滅的で、代替わりした際に酒場から客が離れて行った原因ともなっているが、本人には料理下手の自覚は無い。
デイジー
声 - 甘束まお/守沢もち
「ストレイシープの酒場」に住み込む獣人。獣人差別の残るこの国で迫害されていたところを先代店主、ルピナスに助けられらことで、ルピナスを姉のように慕っている。料理の腕は主人公には劣るものの、通常。ルピナスほどではないが、主人公よりは腕力もある。
ダリア
声 - 力丸乃りこ/松田理沙
「ストレイシープの酒場」の常連客。女剣士の冒険者。親友の仇を討つために旅をしている。ベロニカのツッコミ役。
異性関係については、まったく経験が無い。
ベロニカ
声 - 立石めぐみ/手塚りょうこ
「ストレイシープの酒場」の常連客。豊満な胸の女魔法使いの冒険者。昼間っから酒を飲んでいることもある。性格はダリアと正反対だが、よく一緒に冒険している。
異性関係の経験が豊富なような言動をしているが、全て他の冒険者などから聞いた話であり、本人の経験はまったく無い。
プルメリア
声 - 瑞森柚子/このえゆずこ
他国から「ストレイシープの酒場」のある街へと派遣されてきた修道者。
専門は古代魔法。古代魔法は非常に強力であるが魔法陣や術発動の準備が複雑などといった理由から廃れている。プルメリアはそんな複雑な古代魔法を呪文詠唱だけでも発動させることができるほどで、酔った勢いで街を壊滅させるような呪文を詠唱しようとしたことも。
魔術の才能は高いが、研究者は少なく資料も少ない古代魔法は研究もなかなか実らず、祖国から資金を得ていることもあり、プルメリアを邪険にする人も少なくない。専門ではないのに治癒者として派遣されてきたのも、厄介払いではないかとプルメリア本人は思っている。
杏（あんず）
声 - 安田奈緒子/椿乃なお
主人公が勤めていたメイド喫茶で働いていたメイドの1人。主人公を「先輩」「ミジンコ先輩」などと呼ぶ。客前ではぶりっ子であるが、主人公をコキ使うなど腹黒い面もある。メイド喫茶では人気ナンバー1だった。
主人公より遅れて異世界転生してきて、ストレイシープの酒場のライバル店で働いていた。
口が悪いのは、本音を隠そうとする際の癖であり、このため対人関係が悪化してバイトを転々としていた。暴言を浴びせても態度が変わらなかった主人公を好きになっており、バイトのシフトを合わせる、同機種のスマホを入手する、果ては主人公を観察して事細かに記した「先輩ノート」なるものまで作っていた。仕事の上での主人公とのコンビネーションも強力で、杏がストレイシープの酒場で働いた1週間は売上が3倍近くに増えた。
カトレア
声 - 安田奈緒子/椿乃なお
王国騎士団の隊長。暴竜ディアブロを倒したことで英雄と称えられる。qureateが2020年に発売したゲーム『くっころでいず』のヒロイン。
アイビー
故人。ダリアの親友だった女剣士。ベロニカとコンビを組んでいたが、バサロと対峙した際にベロニカを逃して自身は命を落とした。また、ダリアのために魔剣を残していたが、直接手渡すことはできなかった。
バサロ
暴竜ディアブロの臣下で生き残り。女子供を狙って襲っては吸収し力の回復につとめていた。アイビーを殺害し取り込んでもいる。
ダリアとベロニカと主人公に倒される。なお、そのくだりは誇張して王都に伝わっており、「料理人が鍋の蓋を盾に、フライパン（あるいはおたま）でバサロにとどめをさした」となっている。